# Betty Broderick
Elisabeth Anne Broderick (apellido de soltera Bisceglia; conocida como Betty Broderick, nacida el 7 de noviembre de 1947) es una asesina convicta estadounidense, que fue acusada del asesinato de su exesposo, Daniel T. Broderick III, y de la segunda esposa de este, Linda Broderick (apellido de soltera Kolkena), cometido el 5 de noviembre de 1989.
En el segundo juicio, que tomó lugar el 11 de diciembre de 1991, se le declaró culpable por dos cargos de asesinato en segundo grado y luego se le sentenció a 32 años a cadena perpetua. El caso recibió amplia cobertura mediática y causó mucha controversia. Se han escrito varios libros acerca del caso Broderick, e incluso se filmó una película para la televisión, que se transmitió en dos partes.

## Primeros años
Betty Broderick cuyo nombre de soltera era Elizabeth Anne Bisceglia, nació en 1947 y creció en Eastchester, Nueva York, un suburbio de la ciudad de Nueva York. Fue la tercera de seis hijos del devoto matrimonio católico formado por Marita (nacida Curtin, 1919-2007) y Frank Bisceglia (1915-1998). Su padre, y algunos de sus parientes, tenían un exitoso negocio de enyesado. Su madre era de ascendencia irlandoestadounidense, mientras que su padre, era de ascendencia italoestadounidense.
Sus padres fueron muy estrictos, y esperaban mucho de todos sus hijos. Betty Broderick recuerda que desde el día que nació, se le enseñó a comportarse como una ama de casa. O algo así como “Asistir a escuelas católicas, ser cautelosa con los chicos con quienes salía, hasta encontrar a un hombre católico, apoyarlo mientras él trabajaba, y al entrar en años, ser bendecida con hermosos nietos”. Esta crianza católica se respaldaba gracias a las condiciones económicas de los años cincuenta, ya que las familias católicas podían esperar que un hijo o yerno pudiera mantener a su esposa e hijos con su salario únicamente.
Betty Broderick se graduó de la escuela secundaria Eastchester High School en 1965. Después asistió y se graduó del College of Mount Saint Vincent en El Bronx, donde obtuvo un diploma en enseñanza preescolar, mediante un programa acelerado. Sus calificaciones también le merecieron una subespecialidad en inglés.

## Esponsales y matrimonio
Betty conoció a su futuro esposo Dan Broderick (1944-1989) en 1965, en la Universidad de Notre Dame, en South Bend, Indiana. Dan Broderick nació en Pittsburgh, Pensilvania; era el hijo mayor de una numerosa familia muy similar a los Bisceglia, y ambos padres eran descendientes de inmigrantes irlandeses. Betty y Dan contrajeron matrimonio el 12 de abril de 1969, en la iglesia Immaculate Conception Church, en Tuckahoe. En su luna de miel, Betty quedó embarazada de su primera hija Kim (1970). Tuvieron otros cuatro hijos juntos: Lee (nacida en 1971), Daniel (nacido en 1976), Rhett (nacido en 1979) y otro niño sin nombre, que falleció a los dos días de nacido.

## Desintegración del matrimonio
Después de que Kim nació, Dan completó su licenciatura en medicina, en la Universidad Cornell. Luego, él manifestó sus intenciones para combinar su conocimiento médico con un doctorado en jurisprudencia y se registró en la Escuela de Derecho Harvard. Así que Betty Broderick se hizo cargo  de la casa y de sus hijos y se convirtió en la principal proveedora de la familia, mientras que su esposo Dan asistía a la escuela de derecho, ayudado también por un préstamo estudiantil. En poco tiempo, Dan consiguió un trabajo en un bufete de abogados en San Diego, California, y mudó a su familia al vecindario de La Jolla, en San Diego.  Betty Broderick continuó trabajando a medio tiempo, a menudo vendiendo productos de Tupperware o Avon, al mismo tiempo que criaba a sus hijos, como una ama de casa. 
En el otoño de 1982, Dan empleó a Linda Kolkena, de 21 años (1961-1989), antigua azafata de Delta Airlines, sin conocimientos legales, como su asistente legal. Desde 1983, Betty sospechó que Dan sostenía una aventura con Linda Kolkena y lo acusó de infidelidad. Dan negó su aventura con Linda Kolkena y le dijo a su esposa que estaba ‘loca’, haciendo lo que ella definió como gaslighting. Eventualmente, el matrimonio se desintegró y, en contra de los deseos de Betty, Dan abandonó su hogar en febrero de 1985 y engañó a Betty para mudarse a una casa de menor valor para luego poner a la venta la casa familiar. Al irse, el nivel de gastos de la casa disminuyó. Según ella, su esposo le había quitado todo, su casa, sus ingresos, sus amigos, su círculo social y no mucho después, él le quitó también custodia de los hijos de ambos. A la larga, Dan le confesó a Betty que sus sospechas acerca de su aventura con Linda Kolkena eran ciertas y esto resultó en un prolongado y hostil divorcio. El caso Broderick vs. Broderick se convirtió en uno de los divorcios más notorios en los Estados Unidos, ante todo porque involucraba a mujeres que trabajaban al mismo tiempo que apoyaban a sus maridos a completar sus estudios profesionales.
El divorcio se concluyó en 1989, cuatro años después de que Dan presentara su solicitud. Betty poco a poco se fue descompensando, sola, sin su esposo, sin sus hijos, sin su casa, sin su vida de ama de casa. El comportamiento de Betty Broderick se volvió cada vez más  desestabilizado, dejó cientos de mensajes agresivos en la contestadora telefónica de Dan, con un mensaje de Linda, ignoró incontables órdenes de restricción que le prohibían poner pie en la propiedad de Dan, también vandalizó la nueva casa de él, e incluso llegó a estrellar su coche en la puerta principal.  Dan Broderick y Linda Kolkena contrajeron matrimonio el 22 de abril de 1989. Linda se preocupaba por el comportamiento de Betty, e incluso le recomendó a Dan que usara un chaleco antibalas durante la ceremonia. Sin embargo, Betty no apareció en la boda, la cual se realizó sin incidentes. Después de la boda, Betty afirmaba que Linda se burlaba de ella, enviándole cartas agresivas con insultos y burlas y correos con anuncios publicitarios de cremas faciales y tratamientos de adelgazamiento. Betty estaba cada vez más deprimida y descompensada mentalmente.

## Asesinatos
Ocho meses después de adquirir un revólver Smith & Wesson, y siete meses después de que Dan y Linda se casaran, Betty Broderick condujo hacia a la casa de Dan, localizada en 1041 Cypress Avenue, en el vecindario de Marston Hills, cerca del Parque Balboa, en San Diego. Para entrar, mientras que la pareja dormía, usó una llave que le había robado a su hija Lee; y les disparó, matándolos a los dos. Los asesinatos ocurrieron a las 5:30 a. m., el domingo 5 de noviembre de 1989 (esto sería solo dos días antes de su cumpleaños número 42). Linda recibió dos balazos, uno en la cabeza y otro en el pecho, que la mataron de inmediato. Mientras que una de las balas le dio en el pecho a Dan, cuando intentaba encontrar un teléfono, y otra bala alcanzó una pared, y otra más, a una mesa de noche. Dan tenía 44 años de edad, mientras que Linda, 28.
En el juicio se presentaron pruebas de que Betty desconectó un teléfono y contestadora telefónica de la habitación de Dan Broderick, para que este no pudiera pedir ayuda. Además, evidencia médica indicó que Dan no murió al instante, Betty admitió que Dan habló con ella después de haber recibido el disparo y que sus últimas palabras fueron “Ok, me disparaste, estoy muerto”.
Después de contactar a su hija Lee y al novio de esta, Betty se entregó a la policía, y nunca negó haber disparado cinco veces. Su explicación en los dos juicios, fue que ella nunca planeó asesinarlos y que su crimen no fue premeditado. En el segundo juicio en su contra, su versión de los asesinatos fue que se asustó cuando Linda gritó “¡Llama a la policía!” y entonces ella disparó de inmediato. Dan y Linda Broderick están enterrados juntos en el cementerio Greenwood Memorial Park en San Diego.

## Juicios
El abogado Jack Early representó a Betty Broderick en los juicios. Kerry Wells actuó como procurador fiscal del estado de California. La defensa de Betty Broderick alegó que ella era una esposa maltratada, y declaró que se le llevó al borde después de años de abuso mental, físico y psicológico, a manos de su exesposo. Por otra parte, la fiscalía proyectó una imagen de ella como una asesina que planeó y maquinó asesinar a su exesposo, argumentando al jurado que Betty no era una esposa maltratada; que había conseguido obtener US$ 16,000 dólares al mes como pensión alimenticia, además del salario que recibía por trabajar en una galería de arte. Cabe mencionar que vivía en una propiedad que Dan adquirió para ella, frente a la playa con el valor de US$ 650,000 dólares; que tenía dos coches, un novio que vivía con ella al momento de los asesinatos y que tenía a sus dos hijos más pequeños viviendo en su casa.
Por parte de la fiscalía, el Dr. Park Dietz, utilizó el análisis del Dr. Melvin Goldzband, quien primero había trabajado para la fiscalía en el caso. El Dr. Dietz dijo que Betty Broderick mostraba trastornos histriónico y narcisista de la personalidad.
El primer juicio terminó con un jurado en desacuerdo, ya que dos de los jurados lo declararon homicidio culposo, citando falta de intención. Y el juez Thomas J. Whelan declaró el juicio como nulo. Un año después, se procesó a Betty Broderick en un nuevo juicio, con el mismo abogado defensor y el mismo procurador fiscal. El segundo juicio fue en esencia una repetición del primero. El fiscal Kerry Wells tuvo mucho éxito la segunda vez, ya que el jurado declaró un veredicto por dos cargos de asesinato en segundo grado. Betty Broderick fue sentenciada a dos sentencias de quince años a cadena perpetua, más dos años por uso ilegal de un arma de fuego, el término máximo bajo la ley. Y ha estado encarcelada desde el día que cometió los asesinatos.
Betty Broderick cumple su condena hasta el día de hoy, en el Instituto para Mujeres de California (CIW), en Chino, California. Su primera petición de libertad condicional tomó lugar en enero de 2010, pero fue rechazada por la Junta de Libertad Condicional porque no mostró remordimiento ni reconoció sus crímenes. Se le negó otra vez en noviembre de 2011 y también en enero de 2017. No será elegible para obtener libertad condicional hasta enero de 2023.

## En la cultura popular
Un artículo publicado en la revista LA Times magazine acerca del caso Broderick, condujo a la producción en 1992 de una película para la televisión transmitida en dos partes: ‘Parte 1: Una mujer despreciada, la historia de Betty Broderick’ y‘Parte 2: Su furia final, el último capítulo’ donde Meredith Baxter personificó a Betty, y Stephen Collins personificó a Dan. Meredith Baxter recibió una nominación a un Premio Emmy por su actuación como Betty Broderick. El asesinato también se dramatizó en la cuarta temporada de la serie de televisión Las verdaderas mujeres asesinas, bajo el título de “Hasta que la muerte nos separe”.
Su historia se dramatizó en los Estados Unidos antes y después de los juicios en contra suya. Betty Broderick concedió múltiples entrevistas para revistas y para la televisión. También apareció dos veces en El show de Oprah Winfrey, luego en el show Hard Copy, así como en el show 20/20 y en Headliners and Legends.
Se han escrito al menos cuatro libros acerca de su historia:
- Hasta Siempre Jamás: el Divorcio mortal entre Dan y Betty Broderick (Until the Twelfth of Never: The Deadly Divorce of Dan and Betty Broderick), 1993, por Bella Stumbo;
- Hasta Siempre Jamás: ¿Debería salir libre Betty Broderick? (Until the Twelfth of Never - Should Betty Broderick ever be free?), 2013, por Bella Stumbo;
- Renunciando a todos los demás: La verdadera historia de Betty Broderick (Forsaking All Others: The Real Betty Broderick Story), 1993, por Loretta Schwartz-Nobel;
- El infierno no enfurece (Hell Hath No Fury), 1992, por Bryna Taubman. Además de haber sido entrevistada para la revista Ladies’ Home Journal, entre algunas más. 
En 1991, el episodio “El salario del amor” de la serie policial y legal Law & Order, fue inspirado hasta cierto punto en este asesinato y subsecuente juicio. Por su actuación, la actriz invitada Shirley Knight fue nominada a un Primetime Emmy como la mejor actriz en una serie dramática.
Karen Kilgariff cubrió el caso en el episodio 103 de My Favorite Murder, grabado en directo, en San Diego.
En la segunda temporada de la serie televisiva Dirty John, apareció la historia de Betty y Dan Broderick, desde sus primeros años, hasta los homicidios. En ella, Amanda Peet encarna a Betty y Christian Slater a Dan.

## Procesos jurisdiccionales
Betty Broderick estuvo involucrada en múltiples procesos jurisdiccionales, que incluyen los homicidios de Dan Broderick y de su segunda esposa: 
- Denuncia por daños materiales, presentada por Dan y Betty Broderick el 1 de noviembre de 1975.
- Denuncia por daños personales (a un vehículo) presentada en contra de Betty Broderick el 20 de abril de 1989.
- Denuncia por doble homicidio presentada el 23 de marzo de 1990.
- Demanda civil presentada por Betty Broderick el 28 de junio de 1990.
- Acción judicial contra Betty Broderick por homicidio culposo, presentada el 2 de noviembre de 1990.
- Segunda acción judicial contra Betty Broderick por homicidio culposo, presentada el 2 de noviembre de 1990.
- Denuncia por daños personales en contra de Betty Broderick, presentada el 18 de septiembre de 1991.
- Betty Broderick demanda al Condado de San Diego el 21 de septiembre de 1992.

## Lectura adicional
- Ludwig, Robi; Matt Kirkbeck; Nancy Grace; Larry King (February 2007). Till Death Do Us Part: Love, Marriage, and the Mind of the Killer Spouse. Atria. pp. 23–35. ISBN 978-0-7432-7509-5.
- Taubman, Bryna (November 2004). Hell Hath No Fury: A True Story of Wealth and Passion, Love and Envy, and a Woman Driven to the Ultimate Revenge. St. Martin's True Crime. ISBN 0-312-92938-2.
- Stumbo, Bella (1993). Until the Twelfth of Never: The Deadly Divorce of Dan and Betty Broderick. Simon & Schuster. ISBN 0-671-72666-8.
- Marlowe, John (2009). Evil Wives, Deadly women whose crimes knew no limits. Arcturus. ISBN 978-1-84837-367-9.